# La Malchanceuse
Pour plus de détails, voir Fiche technique et Distribution.
La Malchanceuse (La Sin Ventura) est un des premiers films d'Émile-Bernard Donatien, sorti en 1923. Coréalisé avec Benito Perojo, il a été tourné en Espagne (à Madrid, Cordoue et dans la campagne andalouse), ainsi qu'aux studios Levinsky de Joinville-le-Pont (pour les intérieurs). C'est un drame social mettant en scène Lucienne Legrand, compagne du réalisateur.
Longtemps cru perdu, il a été retrouvé en partie à la Cinémathèque d'Espagne et restauré avec l'aide des Archives françaises du film. Les intertitres ont été reconstitués à partir du roman de José María Carretero dont il est inspiré et de la version romancée qui en avait été tirée.

## Synopsis
La célèbre danseuse et chanteuse Ambarena est secrètement malheureuse de la vie qu'elle mène, exploitée par son amant (Émile-Bernard Donatien), un escroc qui l'utilise pour de sombres combines. Un soir, après un dîner avec un millionnaire cubain particulièrement rustre, elle se remémore son passé douloureux : sa jeunesse auprès d'une mère brutale, qui la chasse après qu'elle a été violée par un voyou, puis sa rencontre avec un vieux galant au grand cœur, Don Ricardo España, son escapade avec un peintre (et la faim), sa rencontre avec son amant actuel, qui l'a formée pour en faire ce qu'elle est : une des demi-mondaines les plus en vue de Madrid.
Décidée à fuir, elle va chercher conseil auprès de Don España, qui lui suggère de renoncer complètement aux hommes et de s'installer sous l'identité d'une veuve de guerre dans le village andalou de Valdeflores. Elle y commence une nouvelle vie, toute de bonnes œuvres et de sainteté, repoussant même un étudiant en médecine, Carlos Ortega (Saint-Granier), le premier homme qui a un vrai sentiment pour elle. Pendant ce temps, en ville, son ancien amant cherche en vain à la remplacer.
- fin de la partie conservée -

## Fiche technique
- Titre français : La Malchanceuse
- Titre espagnol : La Sin Ventura
- Réalisation : Émile-Bernard Donatien et Benito Perojo (1894-1974)
- Scénario : Émile-Bernard Donatien, d'après un roman de José María Carretero
- Décors : Émile-Bernard Donatien
- Photographie : Georges Asselin
- Format : Noir et blanc - Muet - 1,33:1
- Longueur : 2497 m (plus de 2 h)
- Date de sortie : 1923
- Restauré par les Archives françaises du film du CNC

## Distribution
- Lucienne Legrand : Ambarena/Marguerita
- Émile-Bernard Donatien : son amant
- Madeleine Guitty : la mère de Marguerita
- André Dubosc
- Félix Ford
- José Davert
- Estrella de Ulia
- Emilio Díaz
- Saint-Granier : Carlos Ortega
- Yaskesmik